# Helvetia (Wirginia Zachodnia)
Helvetia – jednostka osadnicza w Stanach Zjednoczonych, w stanie Wirginia Zachodnia, w hrabstwie Randolph.